# Sign of the Hammer
Sign of the Hammer is het vierde sudioalbum van de heavymetalband Manowar. Het werd uitgebracht op 15 oktober 1984 door 10 Records. In 2005 behaalde het album de 481ste plaats in The 500 Greatest Rock & Metal Albums of All Time van het tijdschrift Rock Hard.

## Nummers
| 1.                 | All Men Play on 10          | 4:01 |
| 2.                 | Animals                     | 3:34 |
| 3.                 | Thor (The Powerhead)        | 5:23 |
| 4.                 | Mountains                   | 7:39 |
| 5.                 | Sign of the Hammer          | 4:18 |
| 6.                 | The Oath                    | 4:54 |
| 7.                 | Thunderpick                 | 3:31 |
| 8.                 | Guyana (Cult of the Damned) | 7:10 |
| Totale duur: 40:33 |                             |      |

## Medewerkers
- Eric Adams - zang
- Ross Friedman - gitaar
- Joey DeMaio - basgitaar
- Scott Columbus - drums